# Godstow Lock

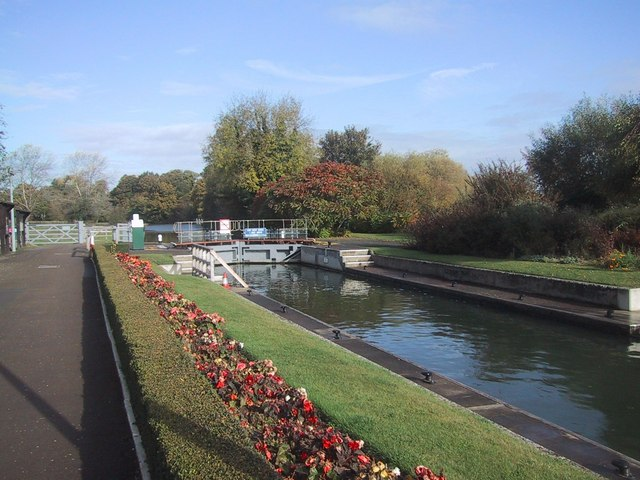
Das Godstow Lock

Das Godstow Lock ist eine Schleuse in der Themse in Oxfordshire, England. Es liegt bei Godstow zwischen den Orten Wolvercote und Wytham am nördlichen Rand von Oxford. Die erste steinerne Schleuse wurde 1790 von Daniel Harris für die Thames Navigation Commission gebaut. Es ist die am weitesten flussaufwärts gelegene Schleuse, die maschinell betrieben wird.
Ein Wehr liegt etwas flussaufwärts und ein weiteres Wehr an der Godstow Bridge. Diese Wehre leiten in den Nebenarm des Wolvercote Mill Stream.

## Geschichte
Vor dem Bau von Godstow Lock diente die Godstow Bridge als eine Art Schleuse und dies blieb auch nach der Fertigstellung im Jahr 1790 noch eine Weile so. Nach dem Bau der Schleuse gab es Beschwerden über den Anstieg des Wasserspiegels und die Folgen für die umliegenden Wiesen.
Nachdem der Bauzustand der Schleuse sich verschlechtert hatte, wurde sie 1872 grundlegend renoviert. Der Verkehr auf dem Fluss umging die Schleuse oft, indem man den Nebenarm des Flusses nutzte. Das Schleusenwärterhaus wurde um 1896 unter der Bedingung gebaut, dass dort keine Erfrischungen verkauft würden, um das Geschäft des Pubs The Trout Inn nicht zu schädigen. Vor dem Bau des Hauses lebte der Schleusenwärter in einem Hausboot. Die Schleuse wurde zuletzt 1924 renoviert.

## Umfeld
Die Schleuse ist unweit der Godstow Bridge und kann zu Fuß von dort erreicht werden. Neben der Schleuse bei Godstow liegen die Ruinen der Benediktiner Abtei Godstow. Oberhalb der Schleuse wird der Fluss schmaler und gewundener. Der Themsepfad verläuft auf der Westseite des Flusses bis zum King’s Lock.